# Clark (cráter marciano)
Clark es un cráter de impacto de grandes proporciones del planeta Marte situado al suroeste del cráter Hussey y al sureste de Nansen, a 55.6° sur y 133.4º oeste. El impacto causó un boquete de 98.0 kilómetros de diámetro. El nombre fue aprobado en 1973 por la Unión Astronómica Internacional, en honor al pintor y astrónomo estadounidense Alvan Clark (1804 - 1887), además de tener también el cráter Clark en la Luna.